# Пинцюань
Пинцюа́нь (кит. упр. 平泉, пиньинь Píngquán) — городской уезд городского округа Чэндэ провинции Хэбэй (КНР). Название городского уезда означает «источник в ровной земле»; он назван в честь имеющегося на его территории источника, бьющего круглый год.

## История
Во времена империи Цин в 1729 году был образован Багоуский комиссариат (八沟厅). В 1778 году он был поднят в статусе до области — так появилась область Пинцюань (平泉州).
После Синьхайской революции в Китае была реформа структуры административного деления, в ходе которой области были упразднены, и в 1913 году область Пинцюань была преобразована в уезд Пинцюань (平泉县).
В 1928 году территория была передана в состав провинции Жэхэ. В 1933 году территория была захвачена японцами и передана в состав марионеточного государства Маньчжоу-го. В 1937 году уезд Пинцюань был присоединён к уезду Нинчэн.
В 1948 году уезд был воссоздан. В 1955 году провинция Жэхэ была расформирована, и уезд вошёл в состав Специального район Чэндэ (承德专区) провинции Хэбэй (впоследствии переименованного в Округ Чэндэ). В июле 1993 года округ Чэндэ и город Чэндэ были объединены в Городской округ Чэндэ.
26 мая 2017 года уезд Пинцюань был преобразован в городской уезд.

## Административное деление
Городской уезд Пинцюань делится на 12 посёлков, 4 волости и 3 национальные волости.